# 帕氏尖蛛
帕氏尖蛛（学名：Aculepeira packardi）为园蛛科尖蛛属的动物。分布于古北区以及中国大陆的新疆、西藏等地，一般栖息于麦地。该物种的模式产地在欧洲。